# Мігель Боссіо
Мігель Боссіо (ісп. Miguel Bossio, нар. 10 лютого 1960, Монтевідео, Уругвай) — уругвайський футболіст, що грав на позиції півзахисника. Триразовий чемпіон Уругваю, володар Кубка Лібертадорес, володар Міжконтинентального кубка. У складі збірної — володар Кубка Америки. 
Виступав, зокрема, за клуби «Пеньяроль» та «Валенсія», а також національну збірну Уругваю.

## Клубна кар'єра
Народився 10 лютого 1960 року в місті Монтевідео. Вихованець футбольної школи клубу «Расінг» (Монтевідео).
У дорослому футболі дебютував 1978 року виступами за команду клубу «Суд Америка», в якій провів один сезон. 
Своєю грою за цю команду привернув увагу представників тренерського штабу клубу «Пеньяроль», до складу якого приєднався 1980 року. Відіграв за команду з Монтевідео наступні п'ять сезонів своєї ігрової кар'єри.
1986 року уклав контракт з клубом «Валенсія», у складі якого провів наступні чотири роки своєї кар'єри гравця. Більшість часу, проведеного у складі «Валенсії», був основним гравцем команди.
Протягом 1990—1992 років захищав кольори команди клубу «Сабадель».
Завершив професійну ігрову кар'єру у клубі «Альбасете», за команду якого виступав протягом 1992—1993 років.

## Виступи за збірні
1979 року залучався до складу молодіжної збірної Уругваю.
27 жовтня 1983 року дебютував в офіційних матчах у складі національної збірної Уругваю у матчі проти Бразилії. Протягом кар'єри у національній команді, яка тривала 4 роки, провів у формі головної команди країни 30 матчів, забивши 1 гол.
У складі збірної був учасником розіграшу Кубка Америки 1983 року, здобувши того року титул континентального чемпіона та чемпіонату світу 1986 року у Мексиці.

## Титули і досягнення
- Чемпіон Південної Америки (U-20) (1):

Уругвай (U-20): 1979
- Чемпіон Уругваю (3):

«Пеньяроль»:  1981, 1982, 1985
- Володар Кубка Лібертадорес (1):

«Пеньяроль»:  1982
- Володар Міжконтинентального кубка (1):

«Пеньяроль»:  1982
- Володар Кубка Америки (1):

1983